# Unione Sportiva Triestina 1950
Questa voce raccoglie le informazioni riguardanti l'Unione Sportiva Triestina nelle competizioni ufficiali della stagione 1950.

## Maglie e sponsor
| 1ª divisa |

## Rosa
| N° | Naz.              | Ruolo | Sportivo          |  |  |  |
| -- | ----------------- | ----- | ----------------- |  |  |  |
| ?  | Italia (bandiera) | E     | Emilio Bertuzzi   |  |  |  |
| ?  | Italia (bandiera) | E     | Ermanno Bertuzzi  |  |  |  |
| ?  | Italia (bandiera) | E     | Claudio Brezigar  |  |  |  |
| ?  | Italia (bandiera) | P     | Romano Cataletto  |  |  |  |
| ?  | Italia (bandiera) | E     | Mario Cergol      |  |  |  |
| ?  | Italia (bandiera) | E     | Antonio Cosentino |  |  |  |
| ?  | Italia (bandiera) | E     | Claudio Torrenti  |  |  |  |

## Risultati

### Serie A

#### Girone di andata
| Monza | Mirabello | 3 – 13 | Triestina |  |

| Trieste | Triestina | 10 – 2 | DLF Trieste |  |

| Novara | Novara | 5 – 1 | Triestina |  |

| Trieste | Triestina | 5 – 3 | Edera Trieste |  |

| Trieste | Triestina | 5 – 0 | Bolzanetese |  |

| Monza | Monza | 12 – 5 | Triestina |  |

| Trieste | Triestina | 13 – 1 | Marzotto Valdagno |  |

#### Girone di ritorno
| Trieste | Triestina | 8 – 2 | Mirabello |  |

| Trieste | DLF Trieste | 3 – 5 | Triestina |  |

| Trieste | Triestina | 2 – 4 | Novara |  |

| Trieste | Edera Trieste | 3 – 2 | Triestina |  |

| Genova | Bolzanetese | 6 – 5 | Triestina |  |

| Trieste | Triestina | 3 – 2 | Monza |  |

| Valdagno | Marzotto Valdagno | 1 – 0 | Triestina |  |

## Statistiche di squadra
| Competizione | Punti | Totale | Totale | Totale | Totale | Totale | Totale |
| Competizione | Punti | G      | V      | N      | S      | GF     | GS     |
| ------------ | ----- | ------ | ------ | ------ | ------ | ------ | ------ |
| Serie A      | 16    | 14     | 8      | 0      | 6      | 77     | 47     |
| Totale       | -     | 14     | 8      | 0      | 6      | 77     | 47     |